# Doxomysis anomala
Doxomysis anomala är en kräftdjursart som beskrevs av W. M. Tattersall 1922. Doxomysis anomala ingår i släktet Doxomysis och familjen Mysidae. Inga underarter finns listade i Catalogue of Life.